# 蕭湘居士
蕭湘居士（1930年10月5日—2019年5月16日），本名蕭建藩，生於湖南省湘鄉縣，政戰學校正科第三期畢業，律師檢考及格，為台灣知名人相學大師。曾任中華民國人相學會創會理事長。曾於1983年、1991年、1997年入選中華民國現代名人錄、2000年入選中華人民共和國當代易學名人大辭典。以及入選「世界人物辭海」網路版第二版。TEST

## 個人生活
其孫子現為臺北市政府警察局員警。

## 著作
- 蕭湘相法上冊
- 蕭湘相法下冊
- 氣色大全
- 大富大貴相譜
- 蕭湘居士全集

## 外部連結
- 蕭湘居士著作